# Негаторний позов
Негаторний позов — позов власника до третіх осіб про усунення перешкод, пов'язаних із здійсненням прав щодо користування та розпорядження майном.

Позивачем по негаторному позову можуть виступати:
- власник
- титульний власник, в тому числі право якого засновано на договорі;
- суб'єкт обмеженого речового права.

Відповідачем за цим позовом є особа чи орган, які обмежують права власника.